# Ad-Dulayl
Ad-Dulayl (en árabe, الضليلاشا) es una ciudad en la gobernación de Zarká, en Jordania. Tiene una población de 50.931 habitantes (censo de 2015). Se encuentra a 38 km al noreste de Amán.